# Catéchisme de Baltimore
Pour les articles homonymes, voir Catéchisme (homonymie).

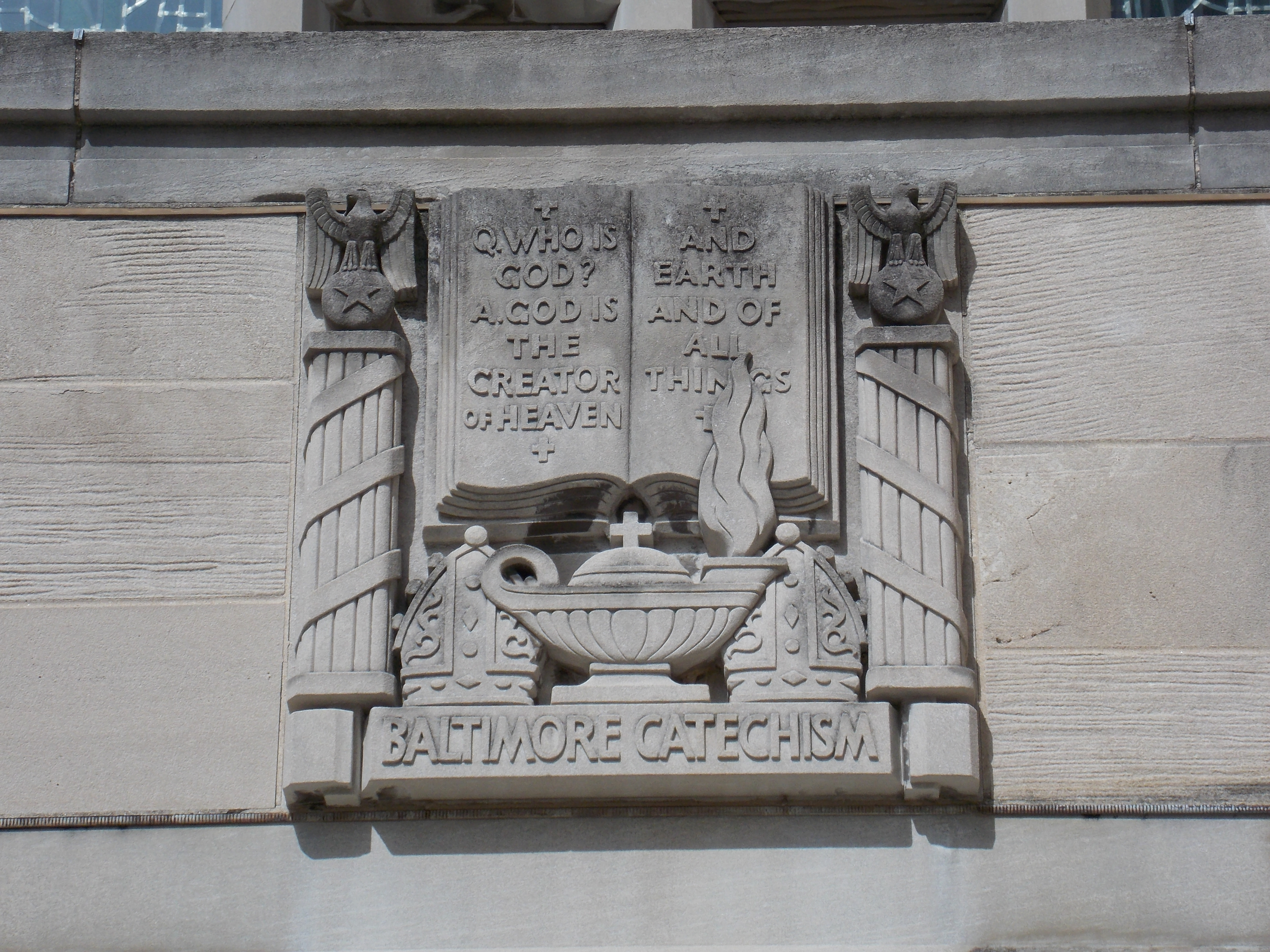
Bas-relief commémorant le catéchisme de Baltimore à l’extérieur de la cathédrale Marie-Notre-Reine.

Le Catéchisme de Baltimore était le catéchisme utilisé dans l'Église catholique aux États-Unis dans la période de 1885 à 1960. Préparé lors du troisième concile de Baltimore, il était obligatoire dans toutes les paroisses et écoles catholiques américaines. 
Au XIXe siècle, beaucoup d'effort avait été déployé pour établir un catéchisme uniforme de la doctrine chrétienne qui pourrait être utilisé par tous les catholiques. Dès 1829, les évêques réunis à Baltimore avaient décrété qu'un catéchisme devait être publié pour subvenir aux besoins de la catéchèse.  
Les évêques avaient d'abord voulu que le Catéchisme de Baltimore soit modelé à partir du Catéchisme de Bellarmin, ce que voulait aussi la congrégation pour la propagande. Un catéchisme de la sorte fut publié en 1853, mais ne correspondait pas aux exigences initiales formulées par l'épiscopat.   
Le décret de 1829 fut renouvelé lors du premier concile de Baltimore (en) et du second concile de Baltimore (en) en 1852 et 1866. En 1884, lors du troisième concile de la même ville, les prélats rassemblés ont plutôt demandé que le Catéchisme de Butler de 1775 soit révisé et augmenté, mais par la suite le dossier fut transmis à un comité de six évêques. 
Le fameux catéchisme fut enfin publié en 1885 sous le nom de Catéchisme de la doctrine chrétienne, préparé et enjoint par l'ordre du troisième concile de Baltimore. Alors que le concile avait voulu un catéchisme parfait en toute mesure, il dut bientôt être révisé à l'avis des théologiens, comme le rapporte l'auteur Nikolaus Nilles.  
Bientôt, le catéchisme fut accompagné de plusieurs gloses, notes explicatives et commentaires, de sorte que plusieurs livres différents finirent par porter le nom de Catéchisme de Baltimore. Il était devenu l'un des principaux ouvrages pour l'éducation religieuse du peuple américain.  
Depuis les années 1960, l'usage des catéchismes est devenu moins habituel. Toutefois, quelques maisons d'éditions distribuent le Nouveau Catéchisme Saint-Joseph de Baltimore.  Le texte du catéchisme est aussi disponible sur le projet Gutenberg. 
Au Canada, le Catéchisme de Baltimore était en quelque sorte l'équivalent du Petit Catéchisme de Québec.